# أليوت كوينسي آدامز
أليوت كوينسي آدامز (بالإنجليزية: Elliot Quincy Adams) هو كيميائي أمريكي، ولد في 13 سبتمبر 1888، وتوفي في 12 مارس 1971.